# Petrushka

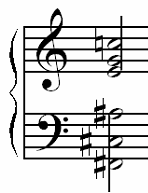
El acorde de Petrushka.

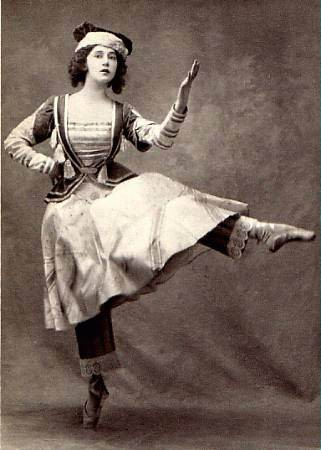
Tamara Karsávina como la Bailarina, en el estreno. 1911.

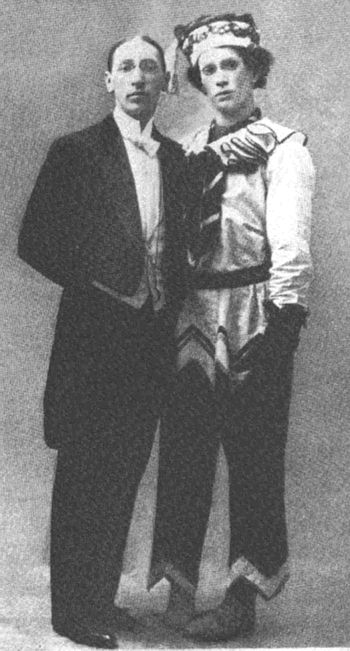
Ígor Stravinski y Nijinsky caracterizado de Petrushka. 1911.

Petrushka es un ballet en un acto y cuatro escenas, compuesto por Ígor Stravinski, con libreto del compositor y de Alexandre Benois. Se estrenó con coreografía de Michel Fokine y decorados y vestuario también de Alexandre Benois. 
La obra se caracteriza, entre otras cosas, por el llamado acorde de Petrushka, consistente en un acorde de do mayor y fa sostenido mayor tocados simultáneamente (politonalidad), que suele acompañar la aparición del personaje de Petrushka casi a modo de leitmotiv.

## Cronología de la composición y el estreno
Fue compuesto durante el invierno de 1910-11 y estrenado en París, Francia, en el Teatro del Châtelet por los Ballets Rusos de Serguéi Diáguilev, el 13 de junio de 1911 y bajo la dirección musical del Pierre Monteux.

## Personajes
En la función de estreno los roles fueron interpretados por:
- Vaslav Nijinsky (Petrushka)
- Tamara Karsávina (la Bailarina)
- Aleksandr Orlov (el Moro)
- Enrico Cecchetti (el Mago o Charlatán)

Petrushka es una marioneta de paja y serrín tradicional rusa de carácter bufo y burlón, lo que en el mundo latino equivaldría al Polichinela, que cobra vida y desarrolla la capacidad de sentir.

## Argumento
Escena I
En 1838, en la Plaza del Almirantazgo de San Petersburgo, se celebra la feria de carnaval, la Máslenitsa. En la plaza hay un teatrito donde el Mago presenta un espectáculo. Al abrirse el telón se ven tres muñecos que, a la orden del Mago, comienzan a bailar. El Moro y Petrushka están enamorados de la Bailarina, pero ésta claramente prefiere al Moro. Petrushka en un ataque de celos agrede al Moro y el Charlatán detiene la presentación.
Escena II
Encerrado en su cuarto por el Charlatán, Petrushka protesta por la crueldad con la que es tratado por demostrar sus sentimientos.
Aparece la Bailarina y Petrushka, emocionado, le expresa su amor con brusquedad. La Bailarina se marcha asustada por la rudeza de Petrushka dejándolo sumido en la tristeza y la desesperación.
Escena III
En la habitación del Moro. Aunque el Moro también está prisionero, se encuentra feliz con su situación. Entra la Bailarina y el Moro la halaga, ella está complacida por el trato y se deja abrazar por él. En ese momento entra Petrushka que amenaza al Moro, este se defiende con su cimitarra y hace huir a Petrushka.
Escena IV
La feria de carnaval en la plaza de San Petersburgo. Las personas han continuado con las celebraciones sin darse cuenta de lo que sucede dentro del teatrino. La fiesta se interrumpe cuando sale por el teatrino Petrushka perseguido por el Moro. El Moro mata a Petrushka. La gente se asusta pensando que se ha cometido un asesinato, llega la policía e interroga al Mago, pero en el suelo solamente hay un muñeco de trapo. La fiesta llega a su fin, todos se van retirando y el Charlatán se lleva a Petrushka hacia el teatrino pero del techo aparece el fantasma de Petrushka amenazador.

## Otras coreografías
- Léonide Massine para el Joffrey Ballet, 13 de marzo de 1957.
- Dimitri Romanof y Yurek Lazovski para el American Ballet Theatre, 19 de junio de 1970.
- Maurice Béjart para el Ballet del siglo XX, 19 de enero de 1978.